# Lucette Destouches
Lucette Destouches nata Lucie Almansor (Parigi, 20 luglio 1912 – Meudon, 8 novembre 2019) è stata una danzatrice francese, nota per esser stata la seconda moglie dello scrittore Louis-Ferdinand Céline.
Nel film Louis-Ferdinand Céline di Emmanuel Bourdieu del 2016 è impersonata da Géraldine Pailhas.

## Biografia
Lucette nacque nel 1912 nel V arrondissement da un normanno, Gabrielle Donas, e da una fiamminga, Lucie Georgette.
Nel 1926 a 14 anni venne ammessa al conservatorio di danza.
Nel 1935 divenne compagna di Louis-Ferdinand Céline che poi sposò il 15 febbraio 1943 nel XVIII arrondissement ed ebbe come testimoni di nozze Gabrielle e il pittore Gen Paul.

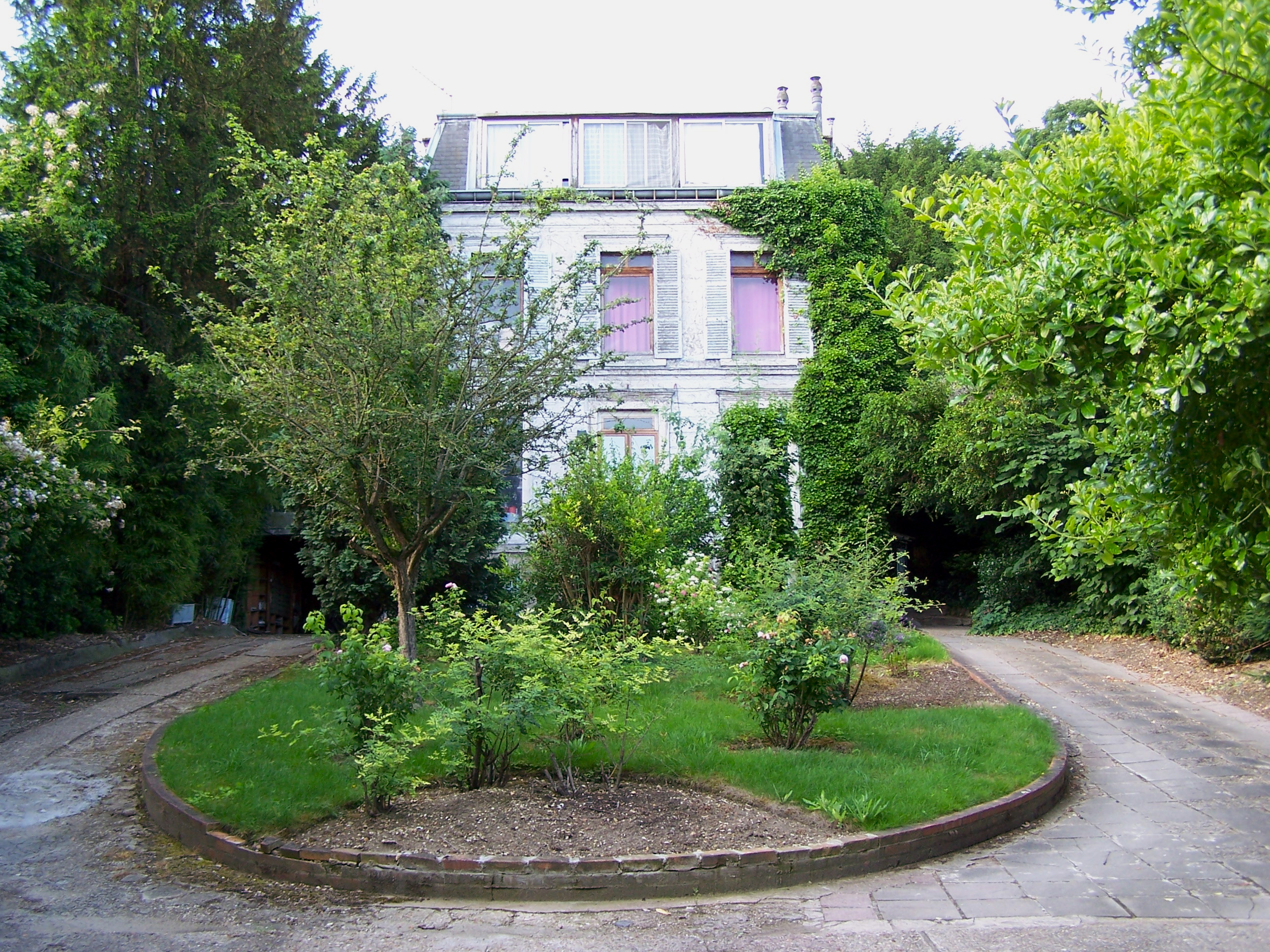
Casa di Lucette e Louis-Ferdinand Destouches a Meudon.

Dopo il loro esodo a La Rochelle, si stabilirono nel luglio del 1940 a casa della madre di Céline, poi al numero 4 di rue Girardon a Parigi, Montmartre in un appartamento al quinto piano, trovato dall'amico pittore Gen Paul dove a distanza di ben 77 anni dal loro trasloco dal palazzo e da 60 anni dalla morte di Céline vi sarà, nell'estate del 2021, il clamoroso ritrovamento di fogli, scritti e materiale di lavori appartenuti al medico-scrittore.

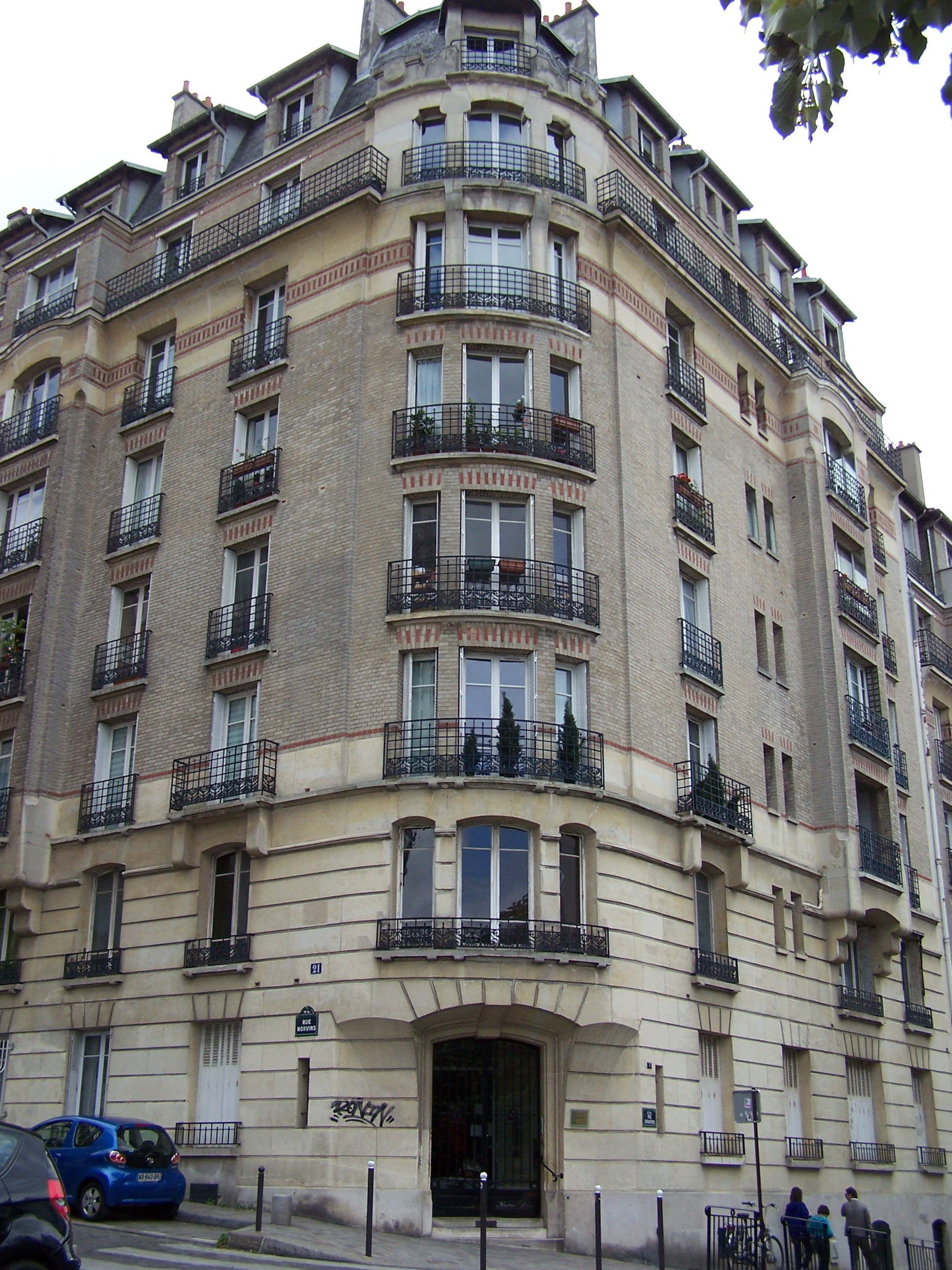
Vista del palazzo di Montmartre rue Girardon, num. 4 dove i coniugi Céline-Destouches vissero con il loro gatto Bébert (le loro vicende sono immortalate nella letteratura di Céline) dal 1941 al giugno 1944 e dove nel 2021 a distanza di così tanto anni furono ritrovati fogli del celebre scrittore e marito.

Nel giugno del 1944, lei seguì il marito nella sua fuga in Germania a Sigmaringen, dove strinse amicizia con la scrittrice Maud de Belleroche. Ricordando quegli anni, il poeta e politico nazionalista Abel Bonnard ha scritto su di lei: "La coraggiosa Madame Céline, il cui coraggio, come succede per il meglio delle donne, ha assunto la forma del buonumore". Entrambi ripararono in Danimarca, dove vissero in una piccola casa a Klarskovgaard, vicino a Korsør, sulla costa del Mar Baltico.
Tornati in Francia nel 1951 per un'amnistia, a luglio raggiunsero alcuni amici a Nizza stabilendosi quindi nella villa Maïtou a Meudon vicino a Parigi distante circa. 10 km. dal precedente indirizzo di Montmartre.
In seguito ebbero modo di conoscere Françoise Sagan e il marito Bob Westhoff, e presero a ricevere nella loro abitazione numerose personalità, tra le quali Arletty, Marcel Aymé, Michel Simon, Charles Aznavour, Angelo Rinaldi, Roger Nimier e il giornalista-romanziere Albert Paraz (1899-1957).
Nei suoi romanzi, Céline nomina Lucette come Lili. Questo personaggio appare nei romanzi in Da un castello all'altro, Nord, e Rigodon, tre opere che ricordano l'esilio della coppia durante e dopo la guerra.
Céline scomparve il 1º luglio 1961, verso le ore 6 pomeridiane a causa di un aneurisma, dopo aver detto a Lucette che sarebbe morto, lei d'altronde tenne il triste evento il più segreto possibile. 
Il funerale civile si svolse alla presenza di sole trenta persone, tra le quali spiccavano Marcel Aymé, l'editore Claude Gallimard (1914-1991), Roger Nimier, Robert Poulet, il cantautore-musicista e attore anarchico Jean-Roger Caussimon (1918-1985) e Lucien Rebatet. Poi fece incidere subito anche il proprio nome sulla tomba dopo quello del marito:

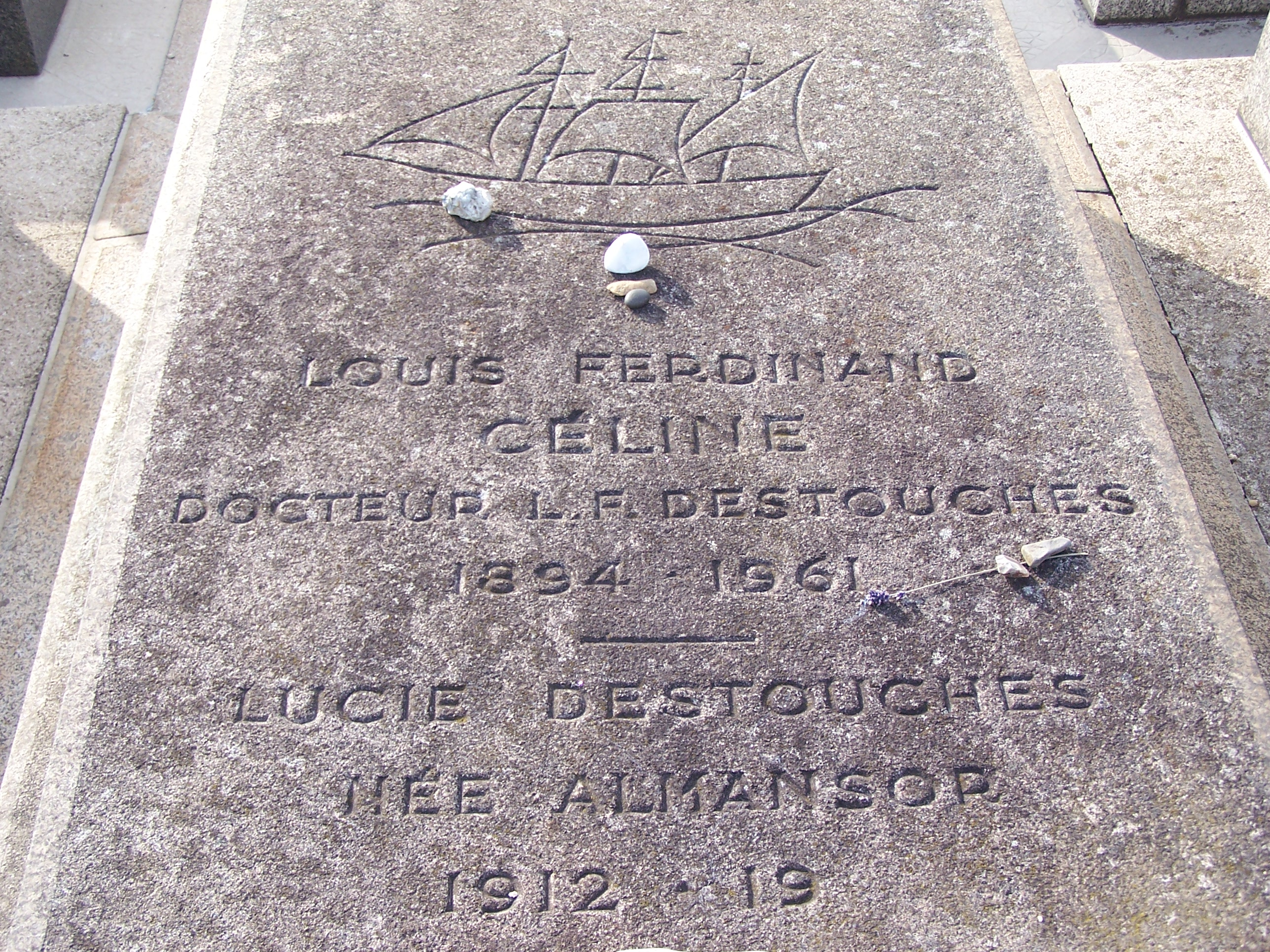
Particolare della tomba di Louis-Ferdinand Céline e di Lucette Destouches nel cimitero di Meudon.

E questo, non pensando che avrebbe superato felicemente e ampiamente il secolo.
Nel 1965, in un'intervista con  la giornalista Colette Gouvion (1933-2015), disse di "sentirsi perduta".
Sempre nello stesso anno fu intervistata dal foto reporter e futuro direttore della fotografia  Claude Agostini sui ricordi della sua vita accanto al celebre e complicato marito. Il filmato è disponibile su INA-France.
Insegnò danza classica fino ad 85 anni ed ebbe come danzatrici l'attrice Judith Magre, nata nel 1926 (ancora vivente), gli editori Françoise e Isabelle Gallimard, Ludmilla Tchérina e anche i membri della boyband 2Be3 all'inizio della loro carriera. Ogni domenica sera continuò a riunire a casa un gruppo di amici: Arletty, Marcel Aymé, Michel Simon, il celebre cantautore di origine armena Aznavour, Carla Bruni, il calciatore Dominique Rocheteau.
Escluse la traduttrice di Celine, Marie Canavaggia (1896-1976), che le fungeva da segretaria, dalla preparazione dei testi postumi come Rigodon.
Dopo la morte di Céline e secondo la volontà dello scrittore, si oppose fortemente alla ristampa dei suoi pamphlet antisemiti (Bagatelle per un massacro, del 1937 e La scuola dei cadaveri e La bella rogna, scritti durante la Seconda guerra mondiale) in Francia; il progetto, portato avanti da Gallimard, fu rinviato sine die.
Nel 2012, in occasione del suo centesimo compleanno, uscì una raccolta di testi su Lucette a cura dello scrittore David Alliot (nato 1973), "Madame Céline". Visse (1951) fino all'ultimo nella casa di famiglia di Meudon, morendo nel novembre 2019 alla ragguardevole età di 107 anni.
Lucette Destouches parlava sempre del suo Louis al presente, anche passato molto tempo dopo la sua morte, avvenuta quando lui raggiunse i 67 anni. Aggiungendo: "Capisco che la gente non sia d'accordo con lui", specie quando qualcuno conoscendolo lo trovava un "uomo buono" mentre scriveva libri considerati "odiosi" per contenuti. E aggiunse di condividere l'opinione dello scrittore François Nourissier riguardo al medico-marito: "Ammirate Céline, non difendetelo".
La casa sulla Route des Gardes a Meudon era stata venduta nel 2018, pur se Lucie mantenne il diritto di viverci. Si spense all'età di 107 anni l'8 novembre 2019.

## Opere
- con Véronique Robert-Chovin, Céline secret, Parigi, Grasset, 2001, ISBN 2246618711 (trad. italiana Céline segreto, Lantana Editore, 2012, ISBN 8897012310)